# Остров Ноль

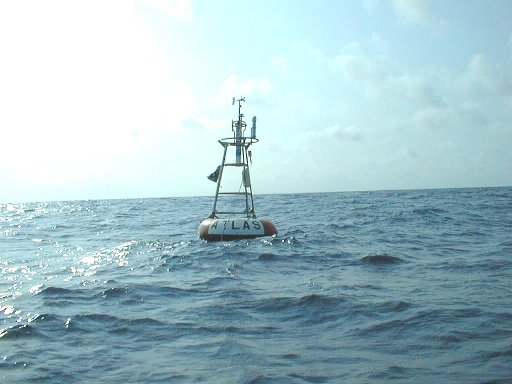
Погодный буй системы Prediction and Research Moored Array in the Atlantic#ATLAS buoys (Autonomous Temperature Line Acquisition System), расположенный на координатах острова Ноль

Остров Ноль (англ. Null Island) — вымышленный остров в Гвинейском заливе, в точке отсчёта системы географических координат, то есть в точке пересечения экватора с нулевым меридианом 0° с. ш. 0° в. д.. Глубина в этом месте 4940 метров.
Этот выдуманный остров добавлен в набор переданных в общественное достояние геоданных Natural Earth. Natural Earth описывает этот объект как «остров площадью 1 м²» со шкалой ранга 100, не имеющей положения на карте. Созданный в шутку, остров используется во многих картографических системах для отслеживания ошибок. Идея создания острова появилась в 2011 г. или немногим ранее. С тех пор упоминался во многих документах в Интернете.
В действительности, на предполагаемом местонахождении острова расположен буй «Station 13010 — Soul» американского Национального управления океанических и атмосферных исследований — часть системы PIRATA.
Ближайший к острову Ноль крупный город находится в 783 км к северо-востоку от него: это Лагос, портовый город Нигерии и крупнейший город Африки.